# Athetis absorbens
Athetis absorbens är en fjärilsart som beskrevs av Walker 1856. Athetis absorbens ingår i släktet Athetis och familjen nattflyn. Inga underarter finns listade i Catalogue of Life.